# Lower Kalskag
Lower Kalskag est une ville d'Alaska aux États-Unis dans la région de recensement de Bethel dont la population était de 282 habitants en 2010.

## Situation - climat
Elle est située sur la rive nord de la rivière Kuskokwim, à 3 km d'Upper Kalskag (Alaska), à 143 km au nord-est de Bethel et à 563 km à l'ouest d'Anchorage.
Elle est appelée Lower par ses habitants, pour la différencier de la ville d'Upper Kalskag à laquelle elle est reliée par une piste non goudronnée. Lower Kalskag est accessible de l'extérieur l'hiver par une route de glace construite entre Aniak et Bethel, sinon uniquement par des petits avions et des bateaux en été sur la rivière Kuskokwim.
Les températures vont de −48 °C en hiver à 31 °C en été.

## Histoire - économie
À l'origine, le site était utilisé comme camp de pêche pour les familles de Kalskag. En 1930, quelques personnes y établirent des habitations permanentes. Les habitants de Upper Kalskag, qui étaient orthodoxes, vinrent y habiter parce que leur village d'origine était à dominante catholique. La chapelle russe orthodoxe sous le vocable de saint Séraphin de Sarov a été construite en 1950. Une école a ouvert en 1959 suivie par la poste en 1962 et une scierie en 1965. Une nouvelle église a été érigée en 1970.
En dehors des emplois liés à l'école, les habitants pratiquent une économie de subsistance à base de chasse et de pêche.

## Démographie
| 1940 | 1950 | 1960 | 1970 | 1980 | 1990 |
| ---- | ---- | ---- | ---- | ---- | ---- |
| 76   | 88   | 122  | 183  | 246  | 291  |

| 2000 | 2010 | - | - | - | - |
| ---- | ---- | - | - | - | - |
| 267  | 282  | - | - | - | - |